# Kgetlengrivier
Kgetlengrivier (officieel Kgetlengrivier Local Municipality) is een gemeente in het Zuid-Afrikaanse district Bojanala.
Kgetlengrivier ligt in de provincie Noordwest en telt 51.049 inwoners.

## Hoofdplaatsen
Het nationaal instituut voor de statistiek, Stats SA, deelt sinds de census 2011 deze gemeente in in 7 zogenaamde hoofdplaatsen (main place):
Borolelo • Derby • Kgetlengrivier NU • Koster • Nooitgedacht A • Reagile • Swartruggens.